# 三浦しをん
三浦 しをん（みうら しをん、女性、本名同じ、1976年〈昭和51年〉9月23日 - ）は、日本の小説家・随筆家。東京都出身。

## 来歴
東京都出身。父は上代文学・伝承文学研究者で千葉大学名誉教授の三浦佑之。
横浜雙葉中学校・高等学校を卒業し、1995年4月に早稲田大学第一文学部に入学。翌年、同学部文学科演劇専修
に進む。当初、三浦は編集者として出版社に就職することを志望しており、大学4年となった1998年には、出版各社に対して就職活動を行っていた。その活動中、早川書房の入社試験で、三浦の作文を読んだ担当面接官の編集者・村上達朗が、三浦に執筆の才を見出した。村上の勧めを受けて三浦は、同年11月から、「Boiled Eggs Online」のサイトにおいて、ウィークリー読書エッセイ『しをんのしおり』の連載開始。同年末に村上は早川書房を退社し、著作権エージェント「ボイルドエッグズ」を設立し、三浦にも作家に転進するよう勧めた。出版社、編集プロダクションの面接を約20社受けるも、折からの就職氷河期もあって全滅する。そのまま1999年3月に大学を卒業。友人の紹介で外資系出版社の事務のアルバイトをするが、本国から英語で頻繁にかかってくる電話に対応できず約3か月で辞める。その後は、町田駅前の大型古書店「高原書店」にアルバイトとして2001年まで勤務していた。
ボイルドエッグズを立ち上げた村上から小説を書くよう叱咤激励され、「『自分の就職活動』なら書けるのでは」と提案されたこともあって、1999年秋から執筆に着手する。2000年4月に、自らの就職活動の経験をもとに3か月かけて書きあげた処女小説『格闘する者に○』（草思社）を出版した。だが、「これは違う、書きたいものではない」と思い、その後もなかなか作家としての実感は持てなかった。2年後の2002年、4作目の『秘密の花園』で近づいた手応えをつかむ。その後、2005年には『私が語りはじめた彼は』で山本周五郎賞候補、同年7月には『むかしのはなし』で直木賞候補となった。この3作が最も試行錯誤した時期だった。
2006年8月に『まほろ駅前多田便利軒』で同年上半期の直木賞を受賞した。誕生日前の29歳での受賞であり、20代での直木賞受賞は、堤千代、平岩弓枝、山田詠美に続く4人目である。
2011年3月13日にボイルドエッグズとの契約が切れ、マネジメントも含めて自立する。
2012年、『舟を編む』が本屋大賞に選ばれる。2014年、『仏果を得ず』が第2回Osaka Book One Project（現大阪ほんま本大賞）選定作となる。2015年、『あの家に暮らす四人の女』が織田作之助賞に選ばれた。
2004年から雑誌『Cobalt』にてCobalt短編小説賞の選考委員、2008年から太宰治賞の選考委員、2009年から手塚治虫文化賞の選考委員、2012年からR-18文学賞の選考委員を務めている。2020年3月に直木賞選考委員に就任
2018年刊の『ののはな通信』で第25回島清恋愛文学賞及び第7回河合隼雄物語賞受賞。
2019年、植物学専攻の大学院生を描いた『愛なき世界』で、作家としては初めてとなる日本植物学会賞特別賞を受賞。
2024年、ネイルオブザイヤー2024を受賞。

## エピソード
- 名前の由来 - 両親が、当時の世田谷の家の庭の紫苑の花から名付けた。ただし、後に母から石川淳『紫苑物語』が好きという意味もあったと聞いた[2]。
- 物心がついたころから、本を読むのが好きで、絵本や家の本棚にあった母が読んでいたらしい古い「少年少女のための日本文学宝玉集」[11]阿部知二 他編（上・下）宝文館を愛読していた。小学生のころは、学校や区立の図書館で気になった本を手当たり次第に読んでいた。中学から高校時代は、泉鏡花、坂口安吾、丸山健二を愛読していたが、高校のころ村上春樹『世界の終りとハードボイルド・ワンダーランド』を読んで、興奮して習作のハードボイルド調の小説を初めて書くが、大学時代に再読して稚拙のため没にする[2][12]。
- スタジオジブリ制作のアニメ映画『思い出のマーニー』のキャッチコピー「あの入江で、わたしはあなたを待っている。永久に――。」を手がけた[13]。
- 少女漫画やボーイズラブ作品に詳しい[12]、好きな行為は妄想と語る。

## 作風
- 家族を描く作品。
- 特徴的な関係性を描く作品。
- 1つの仕事や物事に真剣に取り組む人たちを描く作品。
- 哀しいこと、恐ろしいことが、必ず起こる影を描く重い作品。
- エッセイでは、爆笑日常エッセイと、活字中毒者として本とマンガの魅力を語るものに分かれる。（以上[2]）

## 著書

### 小説

#### まほろ駅前シリーズ
- まほろ駅前多田便利軒（2006年3月 文藝春秋 / 2009年1月 文春文庫）
- まほろ駅前番外地（2009年10月 文藝春秋 / 2012年10月 文春文庫）
- まほろ駅前狂騒曲（2013年10月 文藝春秋 / 2017年9月 文春文庫）

#### 神去シリーズ
- 神去なあなあ日常（2009年5月 徳間書店 / 2012年9月 徳間文庫）
- 神去なあなあ夜話（2012年11月 徳間書店 / 2016年6月 徳間文庫）

#### 白い軽トラ三部作
- 格闘する者に○（2000年4月 草思社 / 2005年3月 新潮文庫）
- 月魚（2001年5月 角川書店 / 2004年5月 角川文庫 / 2022年5月 埼玉福祉会 大活字本シリーズ）
- 白蛇島（2001年12月 角川書店）[14]
  - 【改題】白いへび眠る島（2005年6月 角川文庫）

#### ノンシリーズ
- 秘密の花園（2002年3月 マガジンハウス / 2007年3月 新潮文庫）
- ロマンス小説の七日間（2003年11月 角川文庫）
- 私が語りはじめた彼は（2004年5月 新潮社 / 2007年8月 新潮文庫 / 2019年11月 埼玉福祉会 大活字本シリーズ 上・下）
- むかしのはなし（2005年2月 幻冬舎 / 2008年2月 幻冬舎文庫）
  - 収録作品：ラブレス / ロケットの思い出 / ディスタンス / 入り江は緑 / たどりつくまで / 花 / 懐かしき川べりの町の物語せよ
- 風が強く吹いている（2006年9月 新潮社 / 2009年7月 新潮文庫）
- きみはポラリス（2007年5月 新潮社 / 2011年3月 新潮文庫）
  - 収録作品：永遠に完成しない二通の手紙 / 裏切らないこと / 私たちがしたこと / 夜にあふれるもの / 骨片 / ペーパークラフト / 森を歩く / 優雅な生活 / 春太の毎日 / 冬の一等星 / 永遠につづく手紙の最後の一文
- 仏果を得ず（2007年11月 双葉社 / 2011年7月 双葉文庫）
- 光（2008年11月 集英社 / 2013年10月 集英社文庫）
- 星間商事株式会社社史編纂室（2009年7月 筑摩書房 / 2014年3月 ちくま文庫）
- 天国旅行（2010年3月 新潮社 / 2013年8月 新潮文庫）
  - 収録作品：森の奥 / 遺言 / 初盆の客 / 君は夜 / 炎 / 星くずドライブ / SINK
- 木暮荘物語（2010年11月 祥伝社 / 2014年10月 祥伝社文庫）- 連作短編集
  - 収録作品：シンプリーヘブン / 心身 / 柱の実り / 黒い飲み物 / 穴 / ピース / 嘘の味
- 舟を編む（2011年9月 光文社 / 2015年3月 光文社文庫）
- 政と源（2013年8月 集英社 / 2017年6月 集英社オレンジ文庫）
- あの家に暮らす四人の女（2015年7月　中央公論新社 / 2018年6月 中公文庫）
- ののはな通信（2018年5月 KADOKAWA / 2021年6月 角川文庫）
- 愛なき世界（2018年9月 中央公論新社 / 2021年11月 中公文庫 上・下）
- エレジーは流れない（2021年4月 双葉社）
- 墨のゆらめき（2023年5月 新潮社）

### 随筆
- 極め道―爆裂エッセイ（2000年10月 光文社知恵の森文庫 / 2007年6月 光文社文庫）
- 妄想炸裂（2001年7月 新書館 / 2003年11月 新書館ウィングス文庫）
- しをんのしおり（2002年5月 新潮社 / 2005年11月 新潮文庫）
- 人生激場（2003年10月 新潮社 / 2006年8月 新潮文庫）
- 夢のような幸福（2003年12月 大和書房 / 2008年3月 新潮文庫）
- 乙女なげやり（2004年7月 太田出版 / 2008年9月 新潮文庫）
- 桃色トワイライト（2005年8月 太田出版 / 2010年3月 新潮文庫）
- 三四郎はそれから門を出た（2006年7月 ポプラ社 / 2010年4月 ポプラ文庫 / 2019年4月 新装版[15] ポプラ文庫）
- シュミじゃないんだ（2006年11月 新書館）
- あやつられ文楽鑑賞（2007年5月 ポプラ社 / 2011年9月 双葉文庫）
- 悶絶スパイラル（2008年1月 太田出版 / 2012年9月 新潮文庫）
- ビロウな話で恐縮です日記（2009年2月 太田出版 / 2018年5月 新潮文庫）
- ふむふむ―おしえて、お仕事!（2011年6月 新潮社 / 2015年10月 新潮文庫）
- 黄金の丘で君と転げまわりたいのだ―進めマイワイン道!（2011年12月 ポプラ社）- 岡元麻理恵との共著
- お友だちからお願いします（2012年8月 大和書房 / 2018年11月 だいわ文庫）
- 本屋さんで待ちあわせ（2012年10月 大和書房 / 2019年2月 だいわ文庫）
- ぐるぐる♡博物館（2017年6月 実業之日本社 / 2020年10月 実業之日本社文庫）
- のっけから失礼します（2019年8月 集英社 / 2023年6月 集英社文庫)
- マナーはいらない 小説の書きかた講座（2020年11月 集英社）[16]
- 好きになってしまいました。（2023年2月 大和出版）[17]
- しんがりで寝ています（2024年3月 集英社）

### 共著
- いとしさの王国へ―文学的少女漫画読本（2003年5月 中央公論新社） - 角田光代、柴崎友香らとの共著
- 女子漂流 （2013年11月 毎日新聞社 / 2019年1月 文集文庫） - 中村うさぎとの対談集
- 駅伝女子放談（2013年12月 SHIBUYA PUBLISHING & BOOKSELLERS）福田里香、岡田育ほか 箱根駅伝についての座談会記録 250部限定出版[18]
- 愛が生まれてくるところ〜BL作家インタビュー集〜（2014年2月 新書館） - 14人のBL作家へのインタビュー
- エフーディ vol.1 松山・別子銅山吟行編（2014年11月 エフーディの会） - 短歌とエッセイを収録
- 『罪と罰』を読まない（2015年12月 文藝春秋 / 2019年7月 文集文庫） - 岸本佐知子、吉田篤弘、吉田浩美との読書会
- エフーディ vol.2 竹田〈隠しキリシタン〉編（2016年5月 エフーディの会） - 短歌とエッセイを収録
- 皇室、小説、ふらふら鉄道のこと。（2019年2月 KADOKAWA）- 原武史との対談

### アンソロジー
「」内が三浦しをんの作品
- あのころの宝もの ほんのり心が温まる12のショートストーリー（2003年3月 メディアファクトリー）「骨片」
  - 【改題】ありがと。 あのころの宝もの十二話（2004年10月 メディアファクトリー ＭＦ文庫ダ・ヴィンチ）
- 凶鳥の黒影 中井英夫へ捧げるオマージュ（2004年9月 河出書房新社）「残酷な力に抗うために」
- 秘密。 私と私のあいだの十二話 （2005年3月 メディアファクトリー ＭＦ文庫ダ・ヴィンチ）「お江戸に咲いた灼熱の花」「ダーリンは演技派」
- Love Letter（2005年12月 幻冬舎 / 2008年4月 幻冬舎文庫）「永遠に完成しない二通の手紙」
- 最後の恋（2005年12月 新潮社）「春太の毎日」
  - 【改題】最後の恋 つまり、自分史上最高の恋。（2008年12月 新潮文庫）
- 短篇ベストコレクション 現代の小説2007（2007年6月 徳間文庫）「ペーパークラフト」
- シティ・マラソンズ（2010年10月 文藝春秋 / 2013年3月 文春文庫）「純白のライン」- 初出：2008年12月 アシックスwebサイト
- いつか、君へ Girls（2012年6月 集英社文庫）「てっぺん信号」
  - 【再編集・改題】短編少女（2017年4月 集英社文庫）
- 泥酔懺悔（2012年11月 筑摩書房）「下戸一族VS飲酒派」 - エッセイアンソロジー
- 恋の聖地 そこは最後の恋に出会う場所。（2013年5月 新潮文庫）「聖域の火ー宮島弥山・消えずの霊火堂」
- 忘れられない一冊（2013年9月 朝日文庫）「ウン○を食べる話」
- 直木賞受賞エッセイ集成（2014年4月 文藝春秋）「生きるとは、本を読むこと」 - エッセイアンソロジー
- サイドストーリーズ（2015年3月 角川文庫）「多田便利軒、探偵業に挑戦する」 - 〈まほろ駅前〉シリーズ番外編
- 日本文学100年の名作 第10巻2004-2013 バタフライ和文タイプ事務所（2015年6月 新潮文庫）「冬の一等星」
- ベスト・エッセイ2015（2015年6月 光村図書出版）「脳内旅疲れ」 - エッセイアンソロジー
- 猫は迷探偵（2015年11月 竹書房文庫）「ブチャイクよ永遠に」 - エッセイアンソロジー
- 短篇ベストコレクション 現代の小説2016（2016年6月 徳間文庫）「胡蝶」
- ベスト・エッセイ2016（2016年6月 光村図書出版）「ロボコップ彷徨」 - エッセイアンソロジー
- まるまる、フルーツ（2016年8月 河出書房新社）「夏の思い出」 - エッセイ
- ベスト・エッセイ2017（2017年6月 光村図書出版）「抜歯涅槃図」 - エッセイアンソロジー

### 単行本未収録
- 光の街（2010年 コニカミノルタ公式webサイト）
- 印刷製本マシン くるみちゃん（同上）
- KM-R7の思い出（同上）
- まほろに撮影隊がやってきた（2011年11月 Blu-ray&DVD『まほろ駅前多田便利軒 プレミアム・エディション』に封入）- 〈まほろ駅前〉シリーズ番外編
- 光の満ちる家（2012年11月 ダ・ヴィンチ×JT webサイト『ちょっと一服ひろば』）
- 喜びの満ちる午後（同上）
- サンタとトナカイはいい相棒（『ダ・ヴィンチ』2013年2月号）- 〈まほろ駅前〉シリーズ番外編
- ある日の早雲荘（2013年11月 Blu-ray&DVD『舟を編む 初回限定生産豪華版』に封入）
- ひょうたん池のほとり（2014年3月 yomel.jpで配信）
- 天上の飲み物（2015年7月 Kindle Single）
- 静かな水（『小説新潮』2020年9月号）
- 熱く甘く満たすもの（『小説現代』2020年9月号）
- 夢の子ども（『小説すばる』2024年12月号）
- 三十秒の永遠『小説トリッパー』2025年夏季号

### 連載
- BAILA「のっけから失礼します。」（2014年6月号 - 、集英社）

## メディア・ミックス

### ラジオドラマ
- 風が強く吹いている（2007年12月24日-12月28日、全5回、文化放送）
- 神去なあなあ日常（2010年9月20日-10月1日、全10回、NHK-FM「青春アドベンチャー」、出演：中村蒼 他）

### 舞台
- 風が強く吹いている（2009年1月8日-2月13日、アトリエ・ダンカン、ル・テアトル銀座他）

### 映画
- 風が強く吹いている（2009年10月31日公開、配給：松竹、監督：大森寿美男、主演：小出恵介、林遣都）
- まほろ駅前多田便利軒（2011年4月23日公開、配給：アスミック・エース、監督：大森立嗣、主演：瑛太、松田龍平）
- 舟を編む（2013年4月13日公開、配給：松竹、アスミック・エース、監督：石井裕也、主演：松田龍平、宮崎あおい）
- WOOD JOB! 〜神去なあなあ日常〜（2014年5月10日公開、配給：東宝、監督：矢口史靖、主演：染谷将太、長澤まさみ、伊藤英明）
- まほろ駅前狂騒曲（2014年10月18日公開、配給：東京テアトル／リトルモア、監督：大森立嗣、主演：瑛太、松田龍平）
- 光（2017年11月25日公開、監督：大森立嗣）[19]

### テレビドラマ
- まほろ駅前番外地（2013年1月11日-3月29日、テレビ東京系「ドラマ24」、主演：瑛太、松田龍平）
- 女性作家ミステリーズ 美しき三つの嘘　第2話「炎」（2016年1月4日、フジテレビ、出演：土屋太鳳、門脇麦）
- あの家に暮らす四人の女（2019年9月30日、テレビ東京、主演：中谷美紀）
- 舟を編む〜私、辞書つくります〜（2024年2月18日 - 4月21日、NHK BS・NHK BSプレミアム4K「プレミアムドラマ」、主演：池田エライザ）

### 漫画
- むかしのはなし - 作画：西田番（バーズコミックス 幻冬舎コミック 2013年5月 - 2016年5月）全3巻

### テレビアニメ
- 舟を編む（2016年10月 - 12月、フジテレビほか、制作：ZEXCS）
- 風が強く吹いている（2018年10月 - 2019年3月、日本テレビほか、制作：Production I.G）

### その他
- karin.「星屑ドライブ」-『天国旅行』の収録作品「星くずドライブ」からインスパイアされて生まれた曲[20]。